# Platylomalus lenticula
Platylomalus lenticula är en skalbaggsart som först beskrevs av Schmidt 1893.  Platylomalus lenticula ingår i släktet Platylomalus och familjen stumpbaggar. Inga underarter finns listade i Catalogue of Life.